# Élégie pour cor et piano
L’Élégie pour cor et piano de Francis Poulenc est une œuvre de musique de chambre pour cor et piano composée en 1957 et créée le 17 février 1958 lors d'un programme de la BBC Radio 3.

## Présentation
Francis Poulenc commence à écrire son Élégie après avoir appris la mort du corniste Dennis Brain, disparu dans un accident durant l'été 1957. Il dédie l’œuvre, achevée au mois de décembre de la même année, à sa mémoire.
La pièce, en un seul mouvement, est « grave et poignante, presque angoissée ». L'ensemble de l'œuvre renferme un sentiment tragique et assez calme.
L’Élégie est créée à Londres le 17 février 1958 par Neill Sanders (en) au cor et Poulenc au piano. La partition est publiée la même année par Chester Music. Sa durée moyenne d'exécution est de 10 minutes environ.
Dans le catalogue des œuvres du compositeur, la pièce porte le numéro FP 168.